# Związek Polaków na Litwie
Związek Polaków na Litwie, ZPL (lit. Lietuvos lenkų sąjunga) – stowarzyszenie Polaków na Litwie założone w 1990 w Wilnie. Największa organizacja społeczna Polaków na Litwie, na czele której stoi przywódca litewskich Polaków Waldemar Tomaszewski.

## Historia i obecna działalność
5 maja 1988 grupa przedstawicieli inteligencji polskiej mieszkającej na Litwie (wtedy Litewska SRR) zainicjowała powstanie Stowarzyszenia Społeczno-Kulturalnego Polaków na Litwie (SSKPL), która początkowo działała w zakresie szeroko pojętej kultury (ochrona zabytków, działalność wydawnicza, historia, itp.), jednak ze względu na narastające napięcie między litewską większością i a polską mniejszością, na I Zjeździe SSKPL w dniach 15–16 kwietnia 1989 roku, została przekształcona w Związek Polaków na Litwie (ZPL). Pierwszym prezesem ZPL został dotychczasowy prezes SSKPL Jan Sienkiewicz.
Według oficjalnych danych Związek Polaków na Litwie liczy około 11 tysięcy członków, nieoficjalnie podaje się także liczbę 8 tysięcy. ZPL broni praw mniejszości polskiej, prowadzi działalność oświatową i kulturalną, wspiera polskie inicjatywy gospodarcze; uczestniczy w wyborach parlamentarnych i samorządowych. Wydaje tygodnik „Nasza Gazeta”. 
Prokuratura Okręgowa w Warszawie w 2018 wszczęła postępowanie w sprawie wyłudzania dotacji przez Związek Polaków na Litwie, stawiając prezesowi i sekretarzowi związku  zarzuty wyłudzenia i fałszowania dokumentów - w sprawie dotyczącej „Naszej Gazety”, na której wydawanie Związek Polaków na Litwie otrzymywał dotacje od Fundacji Pomoc Polakom na Wschodzie.
Społeczność polska na Litwie liczy ok. 235–300 tysięcy osób. Polacy są najliczniejszą mniejszością narodową na Litwie, stanowią ok. 6,7 proc. ludności tego kraju, choć faktycznie odsetek Polaków może być większy. Polacy według oficjalnej państwowej statystyki zamieszkują przede wszystkim rejony Wileńszczyzny: wileński – ok. 65%, trocki – 35%, solecznicki – 80%, szyrwincki – 10%, malacki – 8,1%, święciański – ok. 30%, elektreński – 8%, orański – 7%, a także w rozproszeniu na zlituanizowanej Kowieńszczyźnie ok. 4–5 tys., co równoznaczne jest z ok. 1,7–2% mieszkańców oraz Dzukii. Związek Polaków na Litwie ma swoje oddziały w Wilnie, Kownie, Kłajpedzie, Druskienikach, Wędziagole, Szyłokarczmie, Wisagini, Oranach i Kiejdanach. Jednak główną swoją działalność prowadzi w rejonach: wileńskim, solecznickim, święciańskim, trockim i jezioroskim.
Związek jest uprawniony do wystawiania zaświadczeń potwierdzających aktywne zaangażowanie w działalność na rzecz języka i kultury polskiej lub polskiej mniejszości narodowej oraz do przyjmowania i przekazywania właściwemu konsulowi wniosków o przyznanie Karty Polaka (obwieszczenie Prezesa Rady Ministrów z dnia 17 marca 2008 r. w sprawie wykazu organizacji polskich lub polonijnych uprawnionych do wystawiania zaświadczeń potwierdzających aktywne zaangażowanie w działalność na rzecz języka i kultury polskiej lub polskiej mniejszości narodowej (M.P. z 2008 r. nr 25, poz. 249)).
Obecnie na czele związku stoi Waldemar Tomaszewski, który w czerwcu 2021 zastąpił  Michała Mackiewicza. Jego zastępcami są Edward Trusewicz, Edyta Tamošiūnaitė oraz Jarosław Narkiewicz.